# Stenoptilia nepetellae
Stenoptilia nepetellae is een vlinder uit de familie vedermotten (Pterophoridae). De wetenschappelijke naam is voor het eerst geldig gepubliceerd in 1983 door Bigot & Picard.
De soort komt voor in Europa.